# 石家荘東駅
石家荘東駅（せっかそうひがしえき、中国語：石家庄东站、英語：Shijiazhuangdong Railway Station）は河北省石家荘高新技術産業開発区北部にある、中国国鉄石済旅客専用線と石家荘地下鉄1号線の駅。地下鉄は2017年6月26日、旅客専用線は2017年12月28日に開業。駅はG307国道と石徳線の間にある。

## 歴史

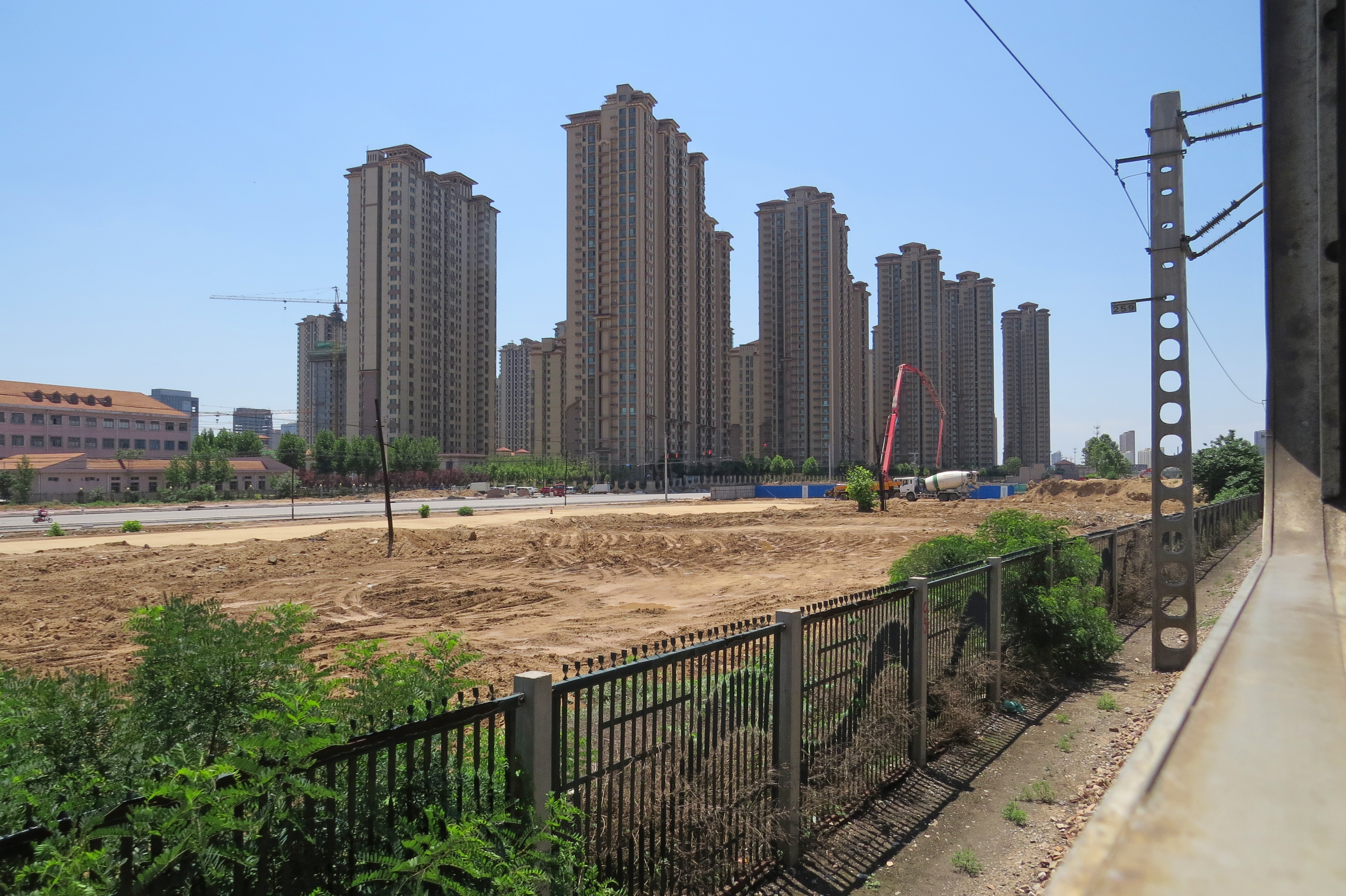
2016年6月当時の駅付近。駅はまだ完成していない。

国鉄の旅客専用線駅は、京石旅客専用線の計画過程で、京石旅客専用線が京珠高速道路に沿って石家荘市に入り、裕華区二十里鋪郷附近に石家荘東駅を設置することが予定されていた。この計画の石家荘東駅は京広高速鉄道上の駅で、主に高速列車の旅客乗降を取り扱うとされていた。しかし、結局は石済旅客専用線の駅として2017年12月28日に開業した。
地下鉄駅は、石家荘地下鉄1号線の駅として2017年6月26日の1号線開通に伴って供用開始した。

## 駅

### 石家荘地下鉄
同駅は、中国国鉄石家荘東駅とつながっている。

#### 駅構造
島式ホーム1面2線の地下駅。
| 地上     | 出入口     | A、C、D出入口                          |
| 地下一階 | 駅ロビー   | 切符売り場                             |
| 地下二階 | 線路       | ■1号線 西王方面 （次の駅：火炬広場駅） |
| 地下二階 | 島式ホーム |                                        |
| 地下二階 | 線路       | ■1号線 福沢方面 （次の駅：南村駅）     |

#### 出入口
出入口は3つあり、そのうちD出入口は使用を見合わせている。
| 出入口番号 | 出入口がある場所、その周辺        |
| ---------- | --------------------------------- |
| 出口 · A   | 307国道（北側）                   |
| 出口 · C   | 307国道（南側）、秦岭大街（東側） |
| 出口 · D   | 307国道（南側）、秦岭大街（西側） |

## 隣の駅
中国国鉄
■石済旅客専用線
石家荘駅 - 石家荘東駅 - 藁城南駅
■石家荘東連絡線
石家荘東駅 - 良村駅
石家荘地下鉄
■1号線
火炬広場駅 - 石家荘東駅 - 南村駅